# Environnement en Équateur
L'environnement en Équateur est l'environnement (ensemble des éléments - biotiques ou abiotiques - qui entourent un individu ou une espèce et dont certains contribuent directement à subvenir à ses besoins) du pays Équateur.

## La biodiversité en Équateur

### Milieux, faune et flore

#### Équateur continental
Des milieux naturels extrêmement différents sont présents en Équateur, pays qui se caractérise par une latitude équatoriale, une altitude allant du niveau de la mer à plus de 6 000 mètres, et des milieux allant de la savane sèche (présente dans les provinces côtières les plus méridionales), à des forêts tropicales humides et des mangroves plus au nord.
Les eaux des côtes de l'Équateur sont extrêmement poissonneuses grâce au courant de Humboldt qui parcourt les côtes du pays du sud vers le nord. On peut citer comme espèce marine emblématique le Fou à pieds bleus, la baleine à bosse, ou encore le spondylus princeps, bivalve qui a été utilisé comme ornement et comme monnaie d'échange dès l'époque précolombienne. Des tortues luth, espèce en danger d'extinction, naissent dans la province de Manabi ; des incubations artificielles d’œufs sont également menées, alors que seulement 50 % des œufs éclosent dans les nids.
Les zones andines du pays sont couvertes de différents environnements en fonction de l'altitude et de l'humidité. On peut ainsi citer la ceja andina, forêt humide d'altitude, les páramos qui se développent dans les milieux froids et humides, à haute altitude (au-delà de 3 000 mètres). Parmi les espèces animales emblématiques de ces différents milieux montagnards, on peut citer le condor des Andes, qui apparaît sur les armoiries du pays, et l'ours à lunettes ou le tapir des montagnes.
Enfin, l'Oriente, partie équatorienne de la forêt amazonienne, est le biotope d'innombrables espèces animales et végétales.

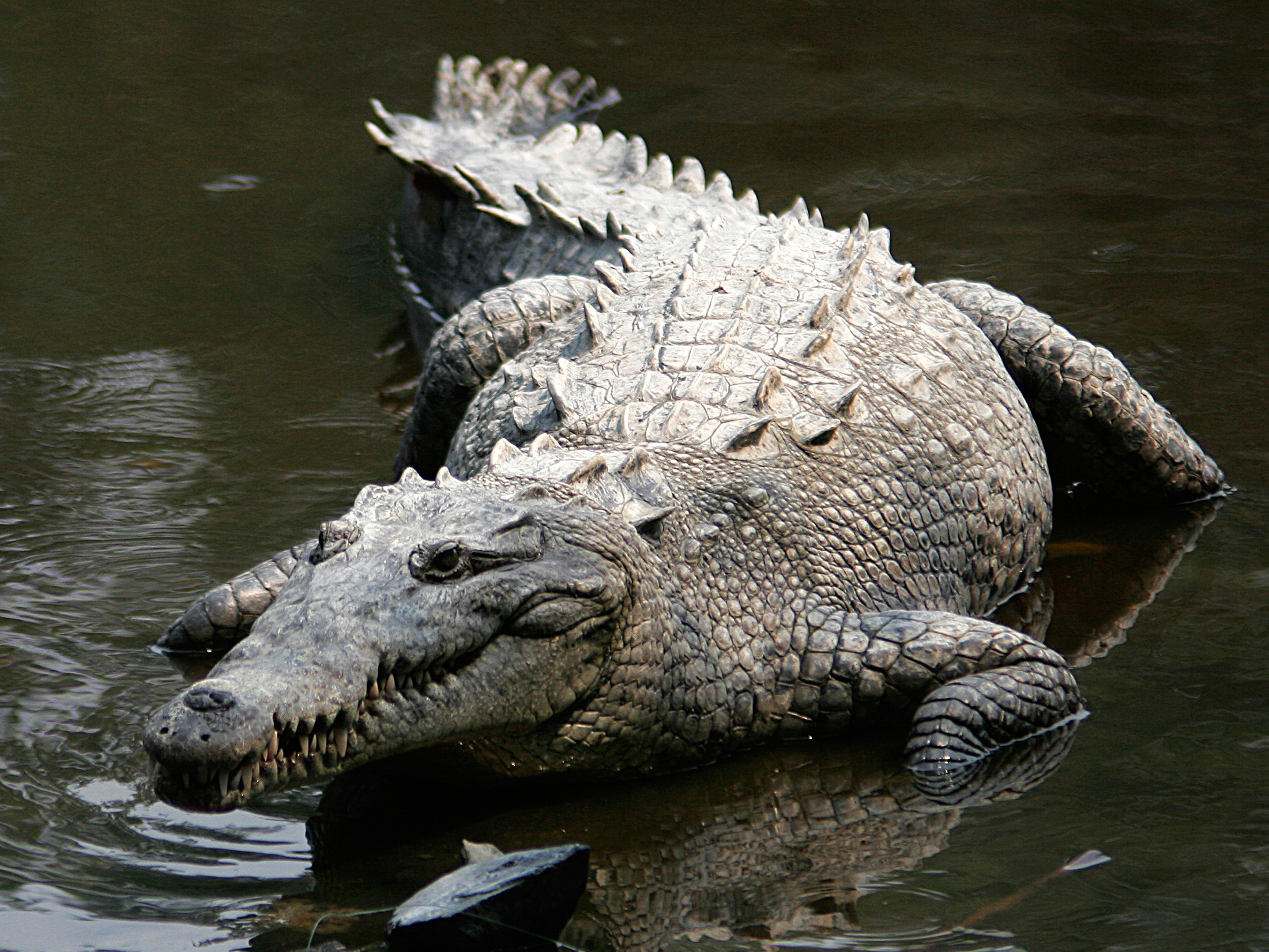
Le crocodile américain est présent sur la côte du Pacifique
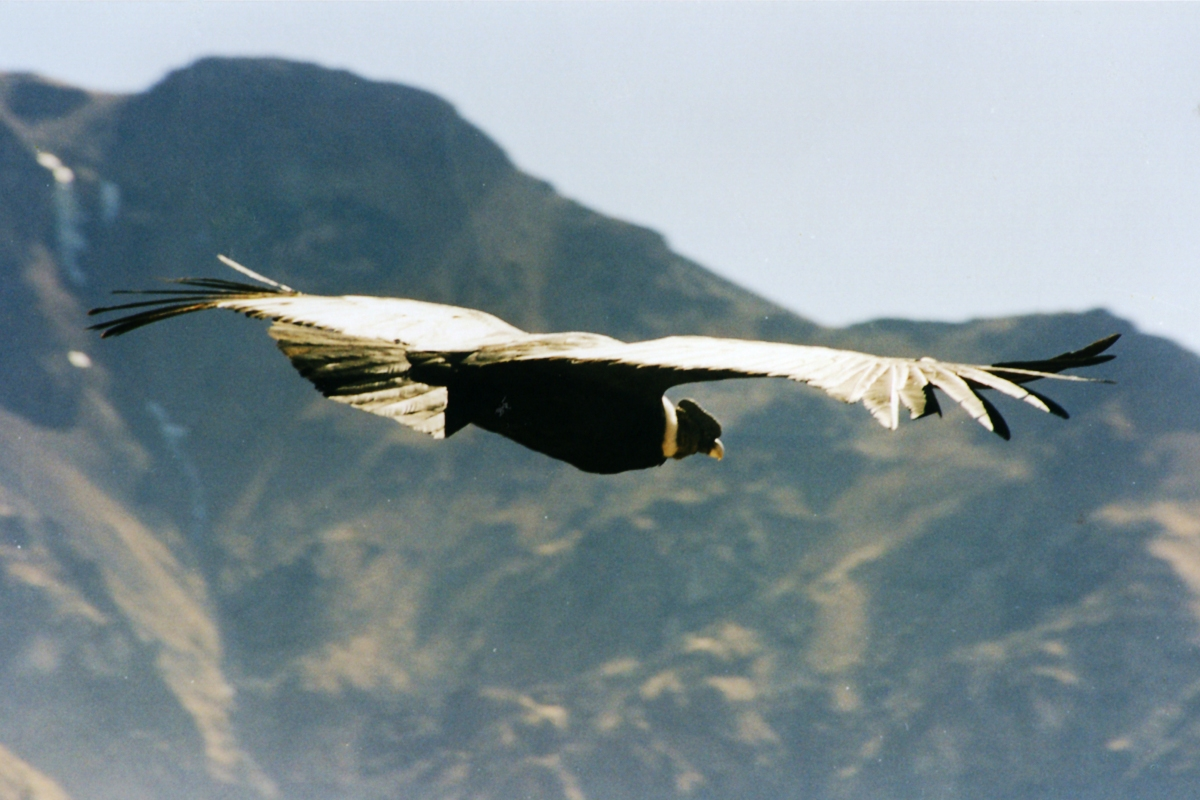
Condor des Andes
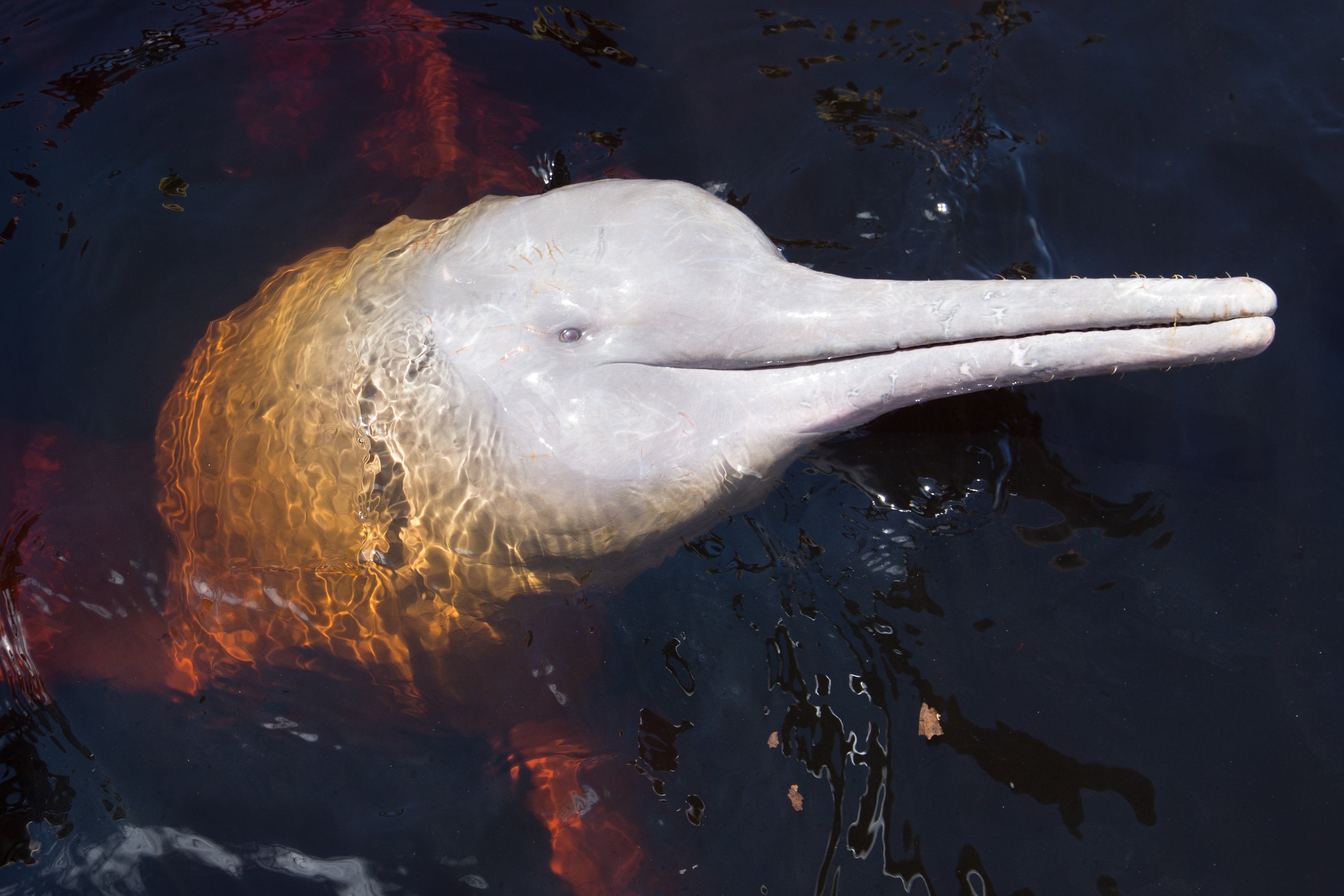
Dauphin rose de l'Amazonie

#### Archipel des Galápagos
La faune des îles Galápagos est exceptionnelle et se caractérise par un nombre très important d'espèces endémiques, non seulement sur les îles elles-mêmes mais aussi dans les eaux qui les entourent, protégées par la réserve marine des Galápagos, où vivent, outre l'iguane marin, près de 300 espèces de poissons (dont des requins des Galápagos), de petits mammifères (otarie des Galápagos, otarie à fourrure) et des cétacés, (baleine à bosse notamment).

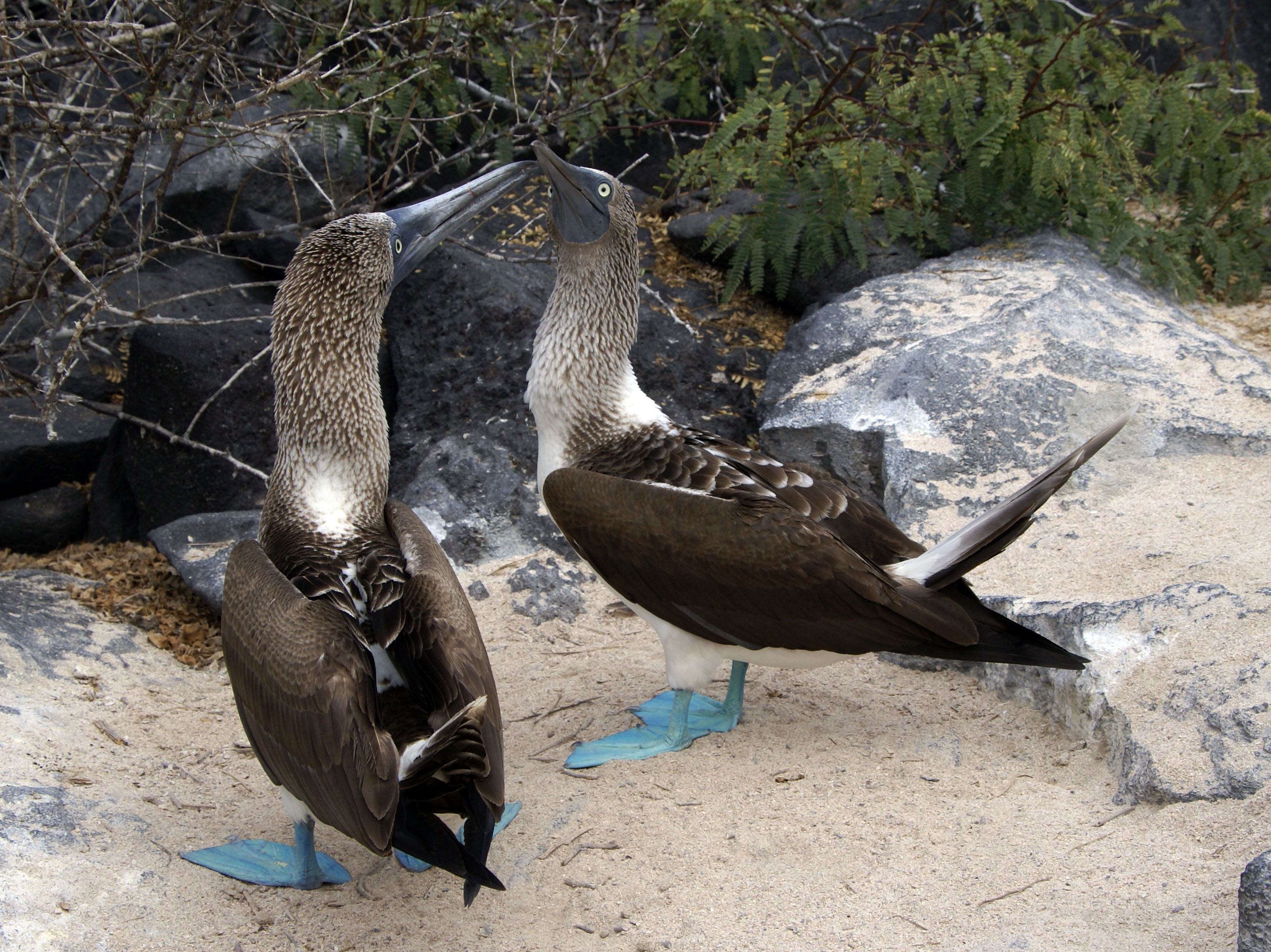
Fou à pieds bleus (Sula nebouxii).
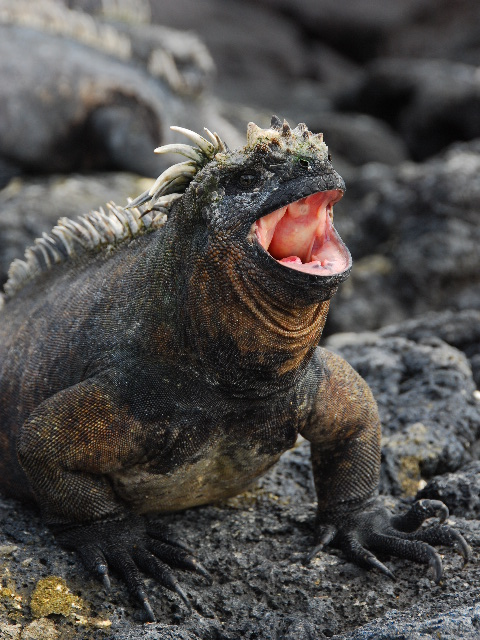
Iguane marin des Galapagos (Amblyrhynchus cristatus).
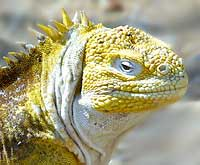
Iguane terrestre des Galapagos (Conolophus subcristatus).
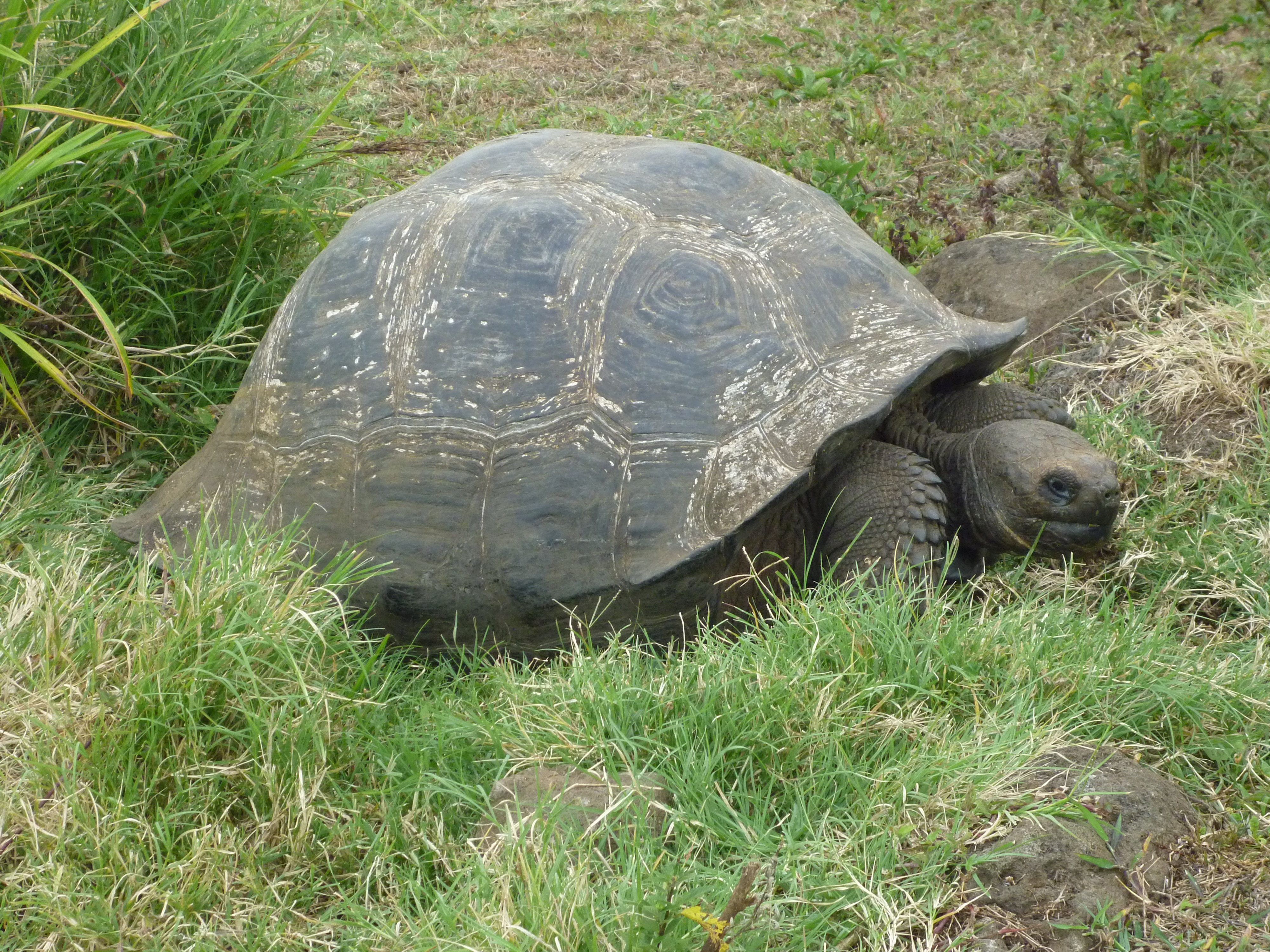
Tortue géante des Galápagos, île Santa Cruz.
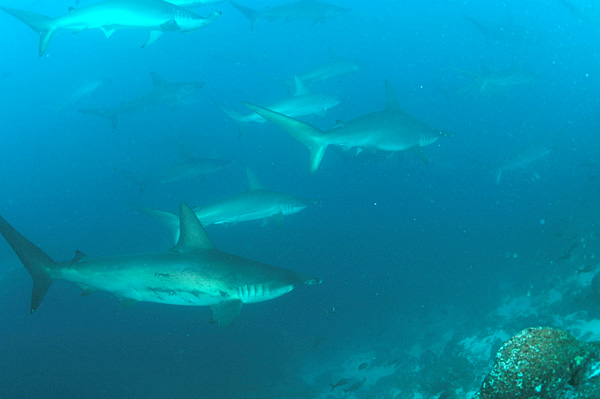
Requins-marteaux, île Wolf.

### Zones protégées
La réserve des Galapagos est, en 2021, la deuxième plus grande zone protégée au monde. Cette réserve unique de biodiversité, établie en 1998, a une superficie de 130 000 km2. À la suite d'une annonce en marge de la COP26, elle est augmentée de 60 000 km2 le 14 janvier 2022.

## Impacts sur les milieux naturels

### Déforestation
L'exploitation du balsa (bois utilisé pour fabriquer des pâles d'éoliennes) entraine le massacre de la végétation.

### Mobilisation des ressources naturelles

#### Énergie et Pression sur les ressources non renouvelables
En avril 2024, le déficit hydroélectrique atteint un record historique, contraignant la présidence à décréter deux jours chômés pour rationner l’électricité et remettre à niveau les installations électriques du pays.

### Pollutions

#### Les émissions de gaz à effet de serre (GES)
En 2012, les émissions de gaz à effet de serre (GES) étaient de ... MTCO2, soit ... % des émissions mondiales.

## L'exposition aux risques

### Tremblements de terre
Les tremblements de terre constituent le premier risque de catastrophe naturelle. Comme tous les pays andins, situés près de la zone d'affrontement de la plaque continentale d'Amérique du Sud et de la plaque océanique du Pacifique, l'Équateur est victime de tremblements de terre et d'éruptions volcaniques.
Parmi les tremblements de terre récents, on peut signaler celui du 5 mars 1987. De magnitude 6,8 sur l'échelle de Richter, il détruisit une partie de la route Quito-Lago Agrio, renforçant ainsi pendant plusieurs mois l'isolement des provinces de l'Oriente. Il emporta une partie du pipe-line transportant le pétrole brut des stations de pompage de l'Oriente vers la raffinerie d'Esmeraldas. Environ 2 000 personnes vivant dans des vallées encaissées de la Cordillère ont péri lors de ce tremblement de terre.
Le 16 avril 2016, un séisme d'une magnitude de 7,8 affecte la zone côtière, principalement les provinces de Manabi et Esmeraldas, causant des destructions jusque dans la capitale économique Guayaquil. Dans les heures qui suivent les secousses, 77 morts et 588 blessés sont comptabilisés. L'eau potable, le gaz, l'électricité, internet et le téléphone sont coupés dans de nombreux endroits de la région, essentiellement dans les zones les plus proches de l'épicentre entre les villes de Pedernales et Muisne.

### Éruptions volcaniques

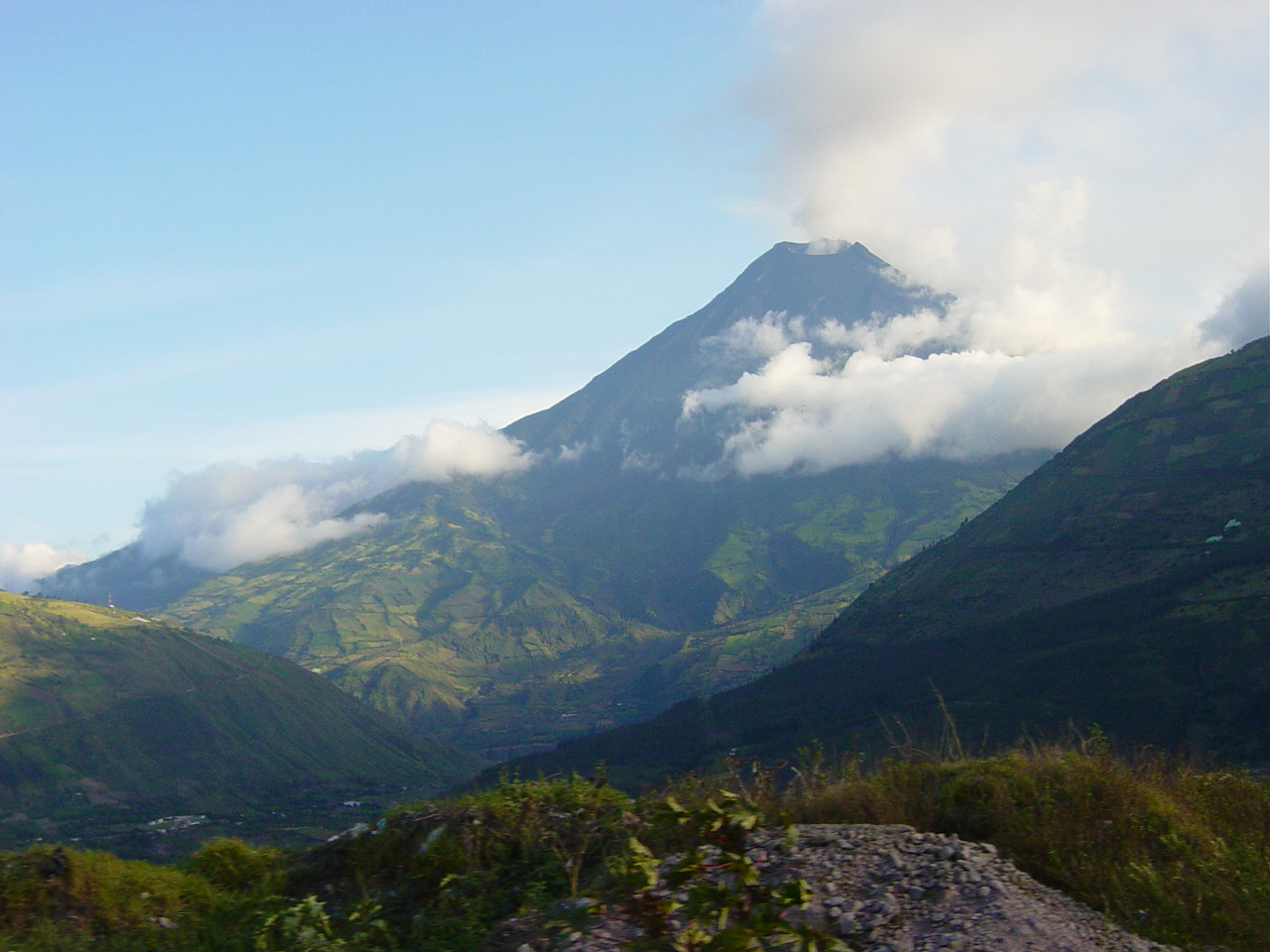
Volcan Tungurahua.

Comme tous les pays de la Ceinture de feu du Pacifique, l'activité volcanique est intense. Le grand nombre de volcans implique qu'il est fréquent que plusieurs d'entre eux soient en éruption simultanément ; émission de gaz et de cendres, plus rarement de la lave.

### Intempéries
Comme le Pérou et la Colombie voisins, l'Équateur est souvent touché par de violentes intempéries, en particulier lors des épisodes El Niño, qui donnent lieu à des précipitations torrentielles pouvant à leur tour occasionner des inondations et des glissements de terrain meurtriers, comme ce fut le cas début 2017,.

## Politique environnementale en Équateur

### Traités internationaux
L'Équateur a signé le protocole de Kyoto en 1999, et a accepté l'Amendement de Doha au Protocole de Kyoto en 2015.

### Politiques gouvernementales
- Initiative Yasuní-ITT